# Wii Street U

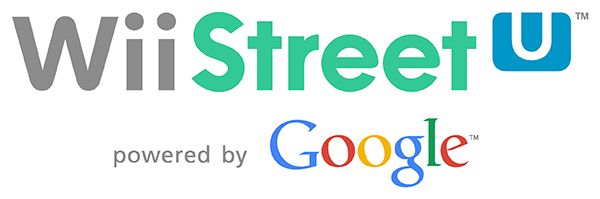
Logo

Wii Street U bzw. Wii Street U powered by Google war ein kostenpflichtiger Onlinedienst für die Wii U von Nintendo, der am 14. Februar 2013 veröffentlicht wurde. Der Dienst wurde gemeinsam mit Google entwickelt, um die Google-Street-View-Funktion (bekannt aus Google Maps) auf der Konsole nutzen zu können. Zur Steuerung wurde das Wii U GamePad verwendet, um sich mithilfe der eingebauten Bewegungssensoren „umsehen“ zu können. Optional konnte die Steuerung mit dem Wii Balance Board erweitert werden. Im Miiverse konnte der Nutzer Bilder von besuchten Orten hochladen. Auf dem gesamten virtuellen Globus gab es kleine Easter Eggs zu entdecken.
Zum 31. März 2016 um 23:59 Uhr (Ortszeit) wurde der Service eingestellt.